# 피자의 아침
피자의 아침은 문화방송에서 매일 아침 6시 30분에 방송되었던 MBC의 아침종합뉴스 및 시사교양 프로그램이다. 2000년 5월 14일부터 MBC 아침뉴스 2000이 개편된 프로그램이지만 PD와 기자 간의 의견 차이와 직종 갈등 문제도 있었고, 무엇보다도 아침종합뉴스에 익숙하던 시청자들이 외면하는 바람에 시청률이 뚝 떨어져 버렸다. 2000년 6월 19일부터 MBC 아침뉴스를 폐지하고 이 프로그램을 아침 6시로 이동하여 3시간 동안 총 4부로 방송할 예정이었으나 MBC 아침뉴스의 방송 분량을 30분으로 연장하는 것으로 변경되었다. 이러한 문제들로 인해 2000년 10월 30일부터 1, 2부는 MBC 아침뉴스로 통합되었고, 3부는 아침 8시에 생방송 모닝 스페셜로 개편되었다.

## 방송 시간
- 매일 아침 6:30 ~ 오전 8:00 (2시간 30분)

## 진행자

### 1, 2부
- 평일 : 권재홍 前 기자, 김주하 前 기자
- 주말 : 홍은철 前 아나운서, 이주연 前 아나운서

### 3부
- 평일 : 권재홍 前 기자, 방현주 前 아나운서
- 주말 : 홍은철 前 아나운서, 이주연 前 아나운서

## 같이 보기
- 문화방송의 뉴스 프로그램
- MBC 뉴스투데이